# Chiloscyphus minutiretis
Chiloscyphus minutiretis là một loài rêu tản trong họ Lophocoleaceae. Loài này được (J.J. Engel & Grolle) Hässel de Menéndez miêu tả khoa học lần đầu tiên năm 1996.